# Alcidae
Gli alcidi (Alcidae Leach, 1820) sono una famiglia di uccelli dell'ordine dei caradriiformi.

## Descrizione
Si tratta di uccelli marini bianco-neri, di dimensione media.

## Biologia

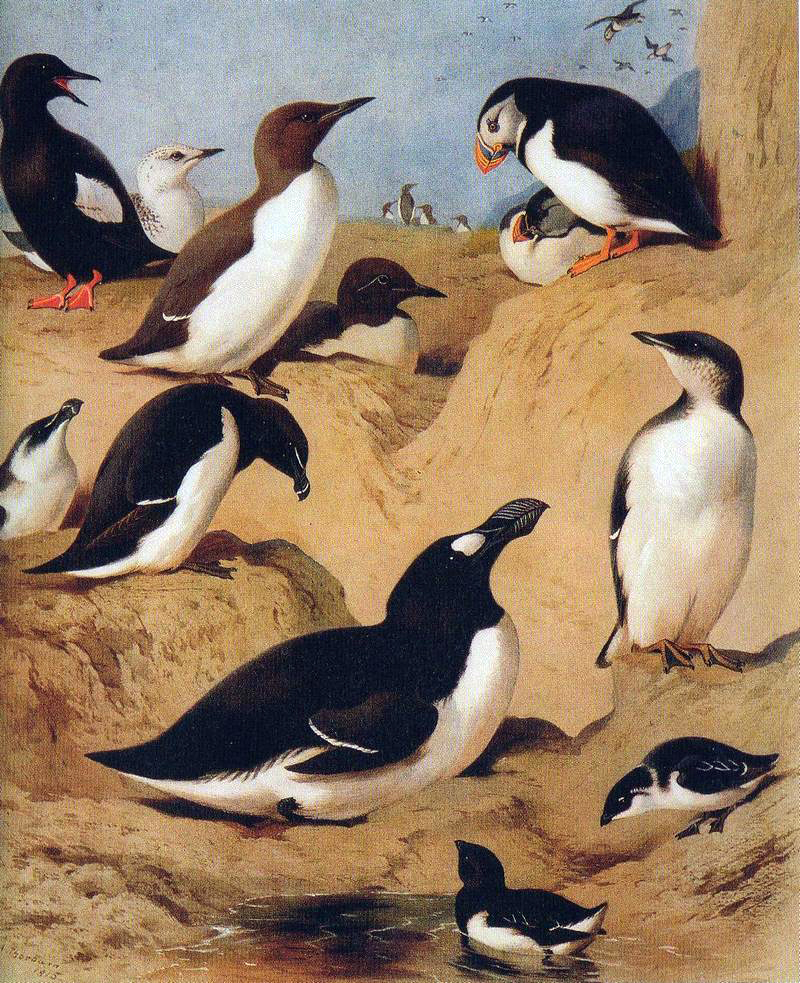
Alcune specie: Cepphus grylle, Uria aalge e Fratercula arctica in alto; Alca torda, Pinguinus impennis e Uria lomvia al centro; Alle alle in basso.

Vivono sul mare e si stabiliscono in colonie lungo le coste per nidificare in estate. In seguito a tempeste si avvicinano alle coste.
Esperti tuffatori e capaci di "nuotare" sott'acqua facendo uso delle ali, si nutrono di pesci e crostacei.
Hanno buone capacità di volo.

## Sistematica

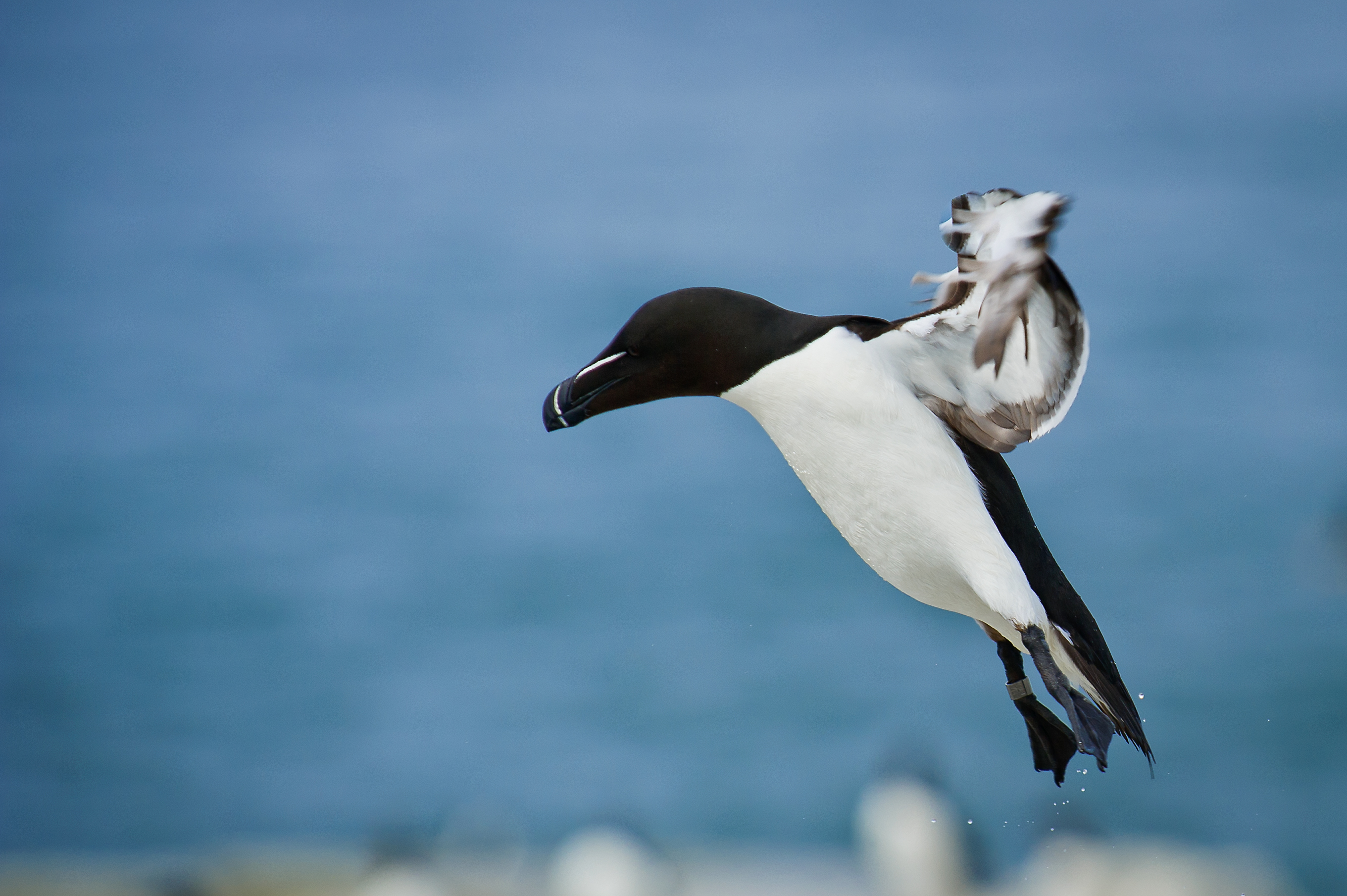
Gazza marina (Alca torda) in volo

Rappresentazione dell'estinta alca impenne (Pinguinus impennis), incapace al volo come i pinguini dell'Antartide.

La famiglia comprende 11 generi e 25 specie:
- Genere Alle
  - Alle alle  (Linnaeus, 1758) - gazza marina minore
- Genere Uria
  - Uria lomvia (Linnaeus, 1758) - uria di Brünnich
  - Uria aalge (Pontoppidan, 1763) - uria comune
- Genere Alca
  - Alca torda Linnaeus, 1758 - gazza marina
- Genere Pinguinus
  - Pinguinus impennis † (Linnaeus, 1758) - alca impenne
- Genere Cepphus
  - Cepphus grylle (Linnaeus, 1758) - uria nera
  - Cepphus columba Pallas, 1811 - uria colomba
  - Cepphus carbo Pallas, 1811 - uria dagli occhiali
- Genere Brachyramphus
  - Brachyramphus marmoratus (J.F.Gmelin, 1789) - urietta marmorizzata
  - Brachyramphus perdix (Pallas, 1811) - urietta beccolungo
  - Brachyramphus brevirostris (Vigors, 1829) - urietta di Kittliz
- Genere Synthliboramphus
  - Synthliboramphus hypoleucus (Xántus de Vésey, 1860) - urietta di Xantus
  - Synthliboramphus scrippsi (Green & Arnold, 1939) - urietta di Scripps
  - Synthliboramphus craveri  (Salvadori, 1865) - urietta di Craveri
  - Synthliboramphus antiquus  (J.F.Gmelin, 1789) - urietta antica
  - Synthliboramphus wumizusume  (Temminck, 1836) - urietta crestata o urietta del Giappone
- Genere Ptychoramphus
  - Ptychoramphus aleuticus (Pallas, 1811) - alca minore di Cassin
- Genere Aethia
  - Aethia psittacula (Pallas, 1769) - alca minore pappagallo
  - Aethia pusilla (Pallas, 1811) - alca minima
  - Aethia pygmaea  (J.F.Gmelin, 1789) - alca minore dalle redini
  - Aethia cristatella (Pallas, 1769) - alca minore crestata
- Genere Cerorhinca
  - Cerorhinca monocerata (Pallas, 1811) - alca minore rinoceronte
- Genere Fratercula
  - Fratercula arctica  (Linnaeus, 1758) - pulcinella di mare
  - Fratercula corniculata (J.F.Naumann, 1821) - pulcinella dal corno
  - Fratercula cirrhata (Pallas, 1769) - pulcinella dai ciuffi